# Jogging Volley Altamura
Jogging Volley Altamura – żeński klub piłki siatkowej z Włoch. Został założony w 1998 roku z siedzibą w Altamurze, jednak po dziesięciu latach został zlikwidowany.